# 布魯薩爾齊市鎮
43°39′N 23°2′E / 43.650°N 23.033°E
布魯薩爾齊市，是保加利亞的城鎮，位於該國西北部，由蒙塔納州負責管轄，首府設於布魯薩爾齊，面積195平方公里，2011年人口4,954，人口密度每平方公里25.4人。